# Bauhinia excelsa
Bauhinia excelsa är en ärtväxtart som först beskrevs av Friedrich Anton Wilhelm Miquel, och fick sitt nu gällande namn av David Prain. Bauhinia excelsa ingår i släktet Bauhinia och familjen ärtväxter.

## Underarter
Arten delas in i följande underarter:
- B. e. aurora
- B. e. excelsa